# Dimidiochromis compressiceps
Dimidiochromis compressiceps är en fiskart som först beskrevs av Boulenger, 1908.  Dimidiochromis compressiceps ingår i släktet Dimidiochromis och familjen Cichlidae. IUCN kategoriserar arten globalt som livskraftig. Inga underarter finns listade i Catalogue of Life.